# Discoglossus montalentii
O Discoglossus montalentii, também chamado de sapo-corso-pintado, é um anuro da família dos Discoglossus endêmico da ilha francesa de Córsega encontrada em abudância na parte central da ilha de altitudes que vão de 300 a 1.900 metros. A mesma esta ausente na parte coisteira da ilha de Córsega. Este anuro é o único entre todos de sua família que não apresenta uma articulação localizada na cabeça, chamada de esquamosal-maxilar. Esta espécie esta classificada pela União Internacional para a Conservação da Natureza e dos Recursos Naturais como Quase ameaçado.

## Descrição
Há duas variedades de cores padrão para a espécie. Os de cores lisas, como os indivíduos marrom escuro, cinza escuro, avermelhado ou castanho-avermelhada ou marrom com manchas escuras. A barriga é branca amarelada. Embora esta espécie tenha uma marcação semelhante ao anuro D. sardus também pode ser distinguido de Discoglossus sardus por uma série de características. O quarto dedo da sardus D. é maior do que o direito da base da ponta, enquanto o quarto dedo da montalenti D. fica mais fino da base para baixo. Discoglossus sardus também tem pernas mais curtas do que Discoglossus montalenti. O sapo-corso difere de todas as outras espécies de Discoglossus na falta de uma articulação esquamosal-maxilar.

## Distribuição e Habitat natural
O sapo-corso é somente encontrado na ilha de Córsega. Há muitos individuos dessa espécie vivendo na parte central da ilha, que vai da cidade de Corte a Cervione, no norte de Porto-Vecchio, no sul. Pode ser encontrada em água doce, preferindo atravessar riachos, matas e florestas. O sapo-corso tem vida parcialmente simpátricas, e em algumas localidades ainda sintópicas com seu congénere Discoglossus sardus. Devido à sua recente descoberta como uma congénere críptico (vive em cavernas) de Discoglossus sardus, pouco se sabe sobre a distribuição exata e ecologica do Discoglossus montalenti. Acredita-se que o sapo-corso esta em lento processo de decaimento de sua população, isso principalmente se deve a introdução de peixes salmonídeos Estudos anteriores sobre a biologia de Discoglossus sardus separaram à Discoglossus sardus ou Discoglossus montalenti. o sapo-corso parece preferir água corrente de localidades mais altas, enquanto que o Discoglossus sardus vive em areas mais baixas, água estagnada (parada) e até mesmo a água salobra.